# KIF22
Pour les articles homonymes, voir KIF.
KIF22, kinesin family member 22, est une protéine encodée chez l’homme par le gène KIF22 situé sur le chromosome 16 humain.
Cette protéine est un membre de la famille des kinésines, constituée de moteurs moléculaires dépendant des microtubules qui transportent les organites à l'intérieur des cellules et déplacent les chromosomes pendant la division cellulaire. Il a été démontré que la moitié C-terminale de cette protéine se lie à l'ADN. Des études sur l'homologue de Xenopus suggèrent un rôle essentiel dans l'alignement et le maintien des chromosomes en métaphase.